# Luterská církev – Missourská synoda
Luterská církev – Missourská synoda (LCMS) (anglicky Lutheran Church - Missouri Synod) je jedna z luterských církví konzervativní orientace působící na území Spojených států a Kanady. S necelými 2 miliony členů je druhá největší luterská církev ve Spojených státech hned po ELCA. Člení se na 35 distriktů. Původní skupinou, ze které LCMS vznikla, byli stephanisté, čeští luterští exulanti z německých zemí. Byli to stoupenci luteránského kazatele Martina Stephana, kteří spolu s ním odešli v 19. století do USA.
Vznikla v roce 1847 pod názvem Německá evangelická luterská synoda v Missouri, Ohiu a jiných státech. V průběhu dějin se s LCMS sloučily některé jiné luterské denominace, naposledy roku 1971 to byla Synoda evangelických luterských církví (Synod of Evangelical Lutheran Churches) s výraznými slovenskými kulturními kořeny, která nyní tvoří jeden z neúzemních distriktů LCMS.
Prezidentem LCMS je od roku 2010 Matthew C. Harrison.
LCMS se hlásí k Bibli a Symbolickým knihám luterství. Při liturgii duchovní používá ornát nebo albu se štolou. Do duchovní služby neordinuje ženy.
LCMS je členkou Mezinárodní luterské rady.

## Seznam prezidentů
- C. F. W. Walther (1847–1850),
- F. C. D. Wyneken (1850–1864),
- C. F. W. Walther (1864–1878),
- H. C. Schwan (1878–1899),
- Franz Pieper (1899–1911),
- Friedrich Pfotenhauer (1911–1935),
- John William Behnken (1935–1962),
- Oliver Raymond Harms (1962–1969),
- J. A. O. Preus II (1969–1981),
- Ralph Bohlmann (1981–1992),
- Alvin L. Barry (1992–2001),
- Robert T. Kuhn (2001),
- Gerald B. Kieschnick (2001–2010)
- Matthew Harrison (od 2010)